# Tenrec musaranya de Dobson
El tenrec musaranya de Dobson (Microgale dobsoni) és una espècie de tenrec musaranya endèmica de Madagascar. Els seus hàbitats naturals són els boscos humits de terres baixes tropicals o subtropicals, les montanes humides tropicals o subtropicals, les plantacions i antics boscos altament degradats.